# Pathum Thani (tỉnh)
Pathum Thani (tiếng Thái: ปทุมธานี, phiên âm: Ba-thum Tha-ni) là một tỉnh ở miền Trung của Thái Lan. Tỉnh này giáp các tỉnh (từ phía bắc theo chiều kim đồng hồ): Ayutthaya, Saraburi, Nakhon Nayok, Chachoengsao, Bangkok và Nonthaburi. Tỉnh này nằm chính Bắc của Bangkok và là một phần của vùng đô thị Bangkok và ranh giới giữa tỉnh và thủ đô Bangkok không rõ ràng do tỉnh này đã đô thị hóa cao như Bangkok. Tỉnh này có Đại học Thamasat nằm ở huyện Khlong Luang của Pathum Thani).

## Địa lý
Tỉnh Pathum Thani nằm ở vùng đồng bằng phù sa của sông Chao Phraya chảy từ Bangkok. Nhiều con kênh đào (khlong) chảy qua tỉnh này.

## Lịch sử
Thành này đã được các nhóm dân Môn di cư từ Mothama ở Myanmar đến định cư từ 1650. Tên gọi ban đầu là Sam Khok. Năm 1815 vua Rama II thăm thành này và thần dân ở đây đã dâng vua nhiều hoa Sen. Do đó, vua Rama II đã đặt tên thành này là Pathum Thani có nghĩa Thành Hoa Sen.

## Biểu tượng
|  | Con dấu của tỉnh là một hoa sen hồng với hai bình gạo dựa vào nó. Biểu tượng này tượng trưng cho sự màu mỡ của tỉnh. Cây biểu tượng là Indian coral tree (Erythrina variegata), hoa biểu tượng là hoa sen (Nymphaea lotus). |

## Các đơn vị hành chính địa phương
Tỉnh này được chia ra 7 huyện (Amphoe). Các huyện được chia ra 60 xã (tambon) và 529 thôn (buôn, sóc, bản, làng, ấp) (muban).
| 1. Mueang Pathum Thani 2. Khlong Luang 3. Thanyaburi 4. Nong Suea | 1. Lat Lum Kaeo 2. Lam Luk Ka 3. Sam Khok |

## Giáo dục và công nghệ
Pathum Thani là nơi tập trung nhiều trường đại học, đặc biệt là các trường đào tạo khoa học và công nghệ. Ngoài ra, đây cũng có nhiều khu công nghiệp tập trung và nhiều cơ sở nghiên cứu, trong đó có Công viên khoa học Thái Lan. Tỉnh này được xem như trung tâm khoa học và công nghệ của khu vực.
Các học viện
National Science Museum, Viện Công nghệ châu Á, Đại học Bangkok, Eastern Asia University, Đại học Pathumthani, Đại học Công nghệ Rajamangala, Đại học Rangsit, Đại học Shinawatra, Sirindhorn International Institute of Technology, và Đại học Thammasat (Rangsit Center)
Các viện nghiên cứu
Thailand Science Park, National Science and Technology Development Agency (NSTDA), National Center for Genetic Engineering and Biotechnology (BIOTEC), National Metal and Materials Technology Center (MTEC), National Nanotechnology Center (NANOTEC), National Electronics and Computer Technology Center (NECTEC), Thai Microelectronics Center (TMEC), Thailand Institute of Scientific and Technological Research (TISTR)
Các khu công nghiệp
Software Park Thailand (ở Nonthaburi, Tây-Nam của Pathum Thani), Nava Nakorn Industrial Promotion Zone (1376 acres / 5.6 km²), Bangkadi Industrial Park (470 acres / 1.9 km²), Techno Thani (một "Thành phố công nghệ" do Bộ Khoa học và Công nghệ quản lý), và một số khu công nghiệp ở các tỉnh lân cận Ayutthaya và Nonthaburi.